# Psychotic Reaction (fanzine)
 (août 2025).
Motif : aucune source justifiant l'admissibilité
- Archive Wikiwix
- Bing
- Cairn
- DuckDuckGo
- E. Universalis
- Gallica
- Google
- G. Books
- G. News
- G. Scholar
- Persée
- Qwant
- (zh) Baidu
- (ru) Yandex
- (wd) trouver des œuvres sur Wikidata

| 1. | Préciser le motif de la pose du bandeau. | Précisez le motif de la pose du bandeau en utilisant la syntaxe suivante : {{admissibilité à vérifier\|date=août 2025\|motif=remplacez ce texte par le motif}}                                    |
| 2. | Informer les utilisateurs concernés.     | Pensez à avertir le créateur de l'article, par exemple, en insérant le code ci-dessous sur sa page de discussion : {{subst:avertissement admissibilité à vérifier\|Psychotic Reaction (fanzine)}} |

Pour les articles homonymes, voir Psychotic Reaction.
Psychotic Reaction est un fanzine consacré au rock, ayant sorti 17 numéros entre 1984 et 1996. 
Publié à Bordeaux, à l'initiative de Jean-Charles Dubois, il tirait son nom de Psychotic Reaction, un morceau des Count Five.
Évoluant d'une formule « chaotique et aléatoire » vers un fanzine photocomposé, documenté et attrayant, il proposait des articles de fond, des interviews et des chroniques de disques. 
À partir de 1986, il est devenu le support du Fan Club des Surrenders.